# Banco Nacional de la República de Bielorrusia
El Banco Nacional de la República de Bielorrusia (Bielorruso: Нацыянальны банк Рэспублікі Беларусь) es el banco central de Bielorrusia, situado en la capital del país, Minsk. Se creó en 1922 y los responsables políticos soviéticos destinados en Bielorrusia le llamaron Banco de la República Bielorrusa. Pronto empezó a funcionar como una rama del Banco Nacional de la Unión Soviética. Tras las reorganizaciones de 1959 y 1987, el banco tomó su estructura actual en 1990 tras el traspaso de competencias recibidas de la URSS tras la declaración de independencia.

## Historia
Por decreto del Consejo de Comisarios del Pueblo de la BSSR del 3 de diciembre de 1921, la oficina de Bielorrusia del Banco Estatal de la RSFSR se estableció bajo el Comisariado del Pueblo de Finanzas de la RSS de Bielorrusia. La oficina inició su actividad el 3 de enero de 1922. Un año después, inmediatamente después del establecimiento del Banco Estatal de la URSS, el banco pasó a formar parte del sistema bancario de la URSS. El banco fue reorganizado en 1959 y 1987.
La historia de la existencia independiente del sistema bancario de Bielorrusia y el Banco Nacional comenzó con la adquisición de la soberanía del país después del colapso de la Unión Soviética. En diciembre de 1990, la BSSR adoptó las Leyes "sobre bancos y actividades bancarias en la RSS de Bielorrusia", que entraron en vigor el 1 de enero de 1991. Todas las instituciones bancarias en el territorio de Bielorrusia fueron declaradas de su propiedad y se creó el Banco Nacional. sobre la base del Banco Republicano de Bielorrusia del Banco Estatal de la URSS. El 1 de abril de 1991 se completó la formación del Banco Nacional.
En abril de 2023, el Banco Nacional de Bielorrusia se agregó a la lista de sanciones de Canadá.

### Marco Legal
El Banco Nacional es responsable ante el Presidente de Bielorrusia.

## Financiamiento
El Banco Nacional de la República de Bielorrusia está desarrollando políticas para promover la inclusión financiera y es miembro de la Alianza para la Inclusión Financiera.  La institución hizo un Compromiso de la Declaración Maya el 3 de mayo de 2013 donde describió un compromiso cuantificable para aumentar el número de adultos con cuentas bancarias de su nivel actual del 70 por ciento al 85 por ciento para el 2015. Además, el banco dijo que buscará para fortalecer los esfuerzos de alfabetización financiera a través de actividades específicas que se implementarán en el marco del Plan de acción conjunto de agencias gubernamentales y participantes de los mercados financieros para mejorar la alfabetización financiera de la población de la República de Bielorrusia para 2013-2018.

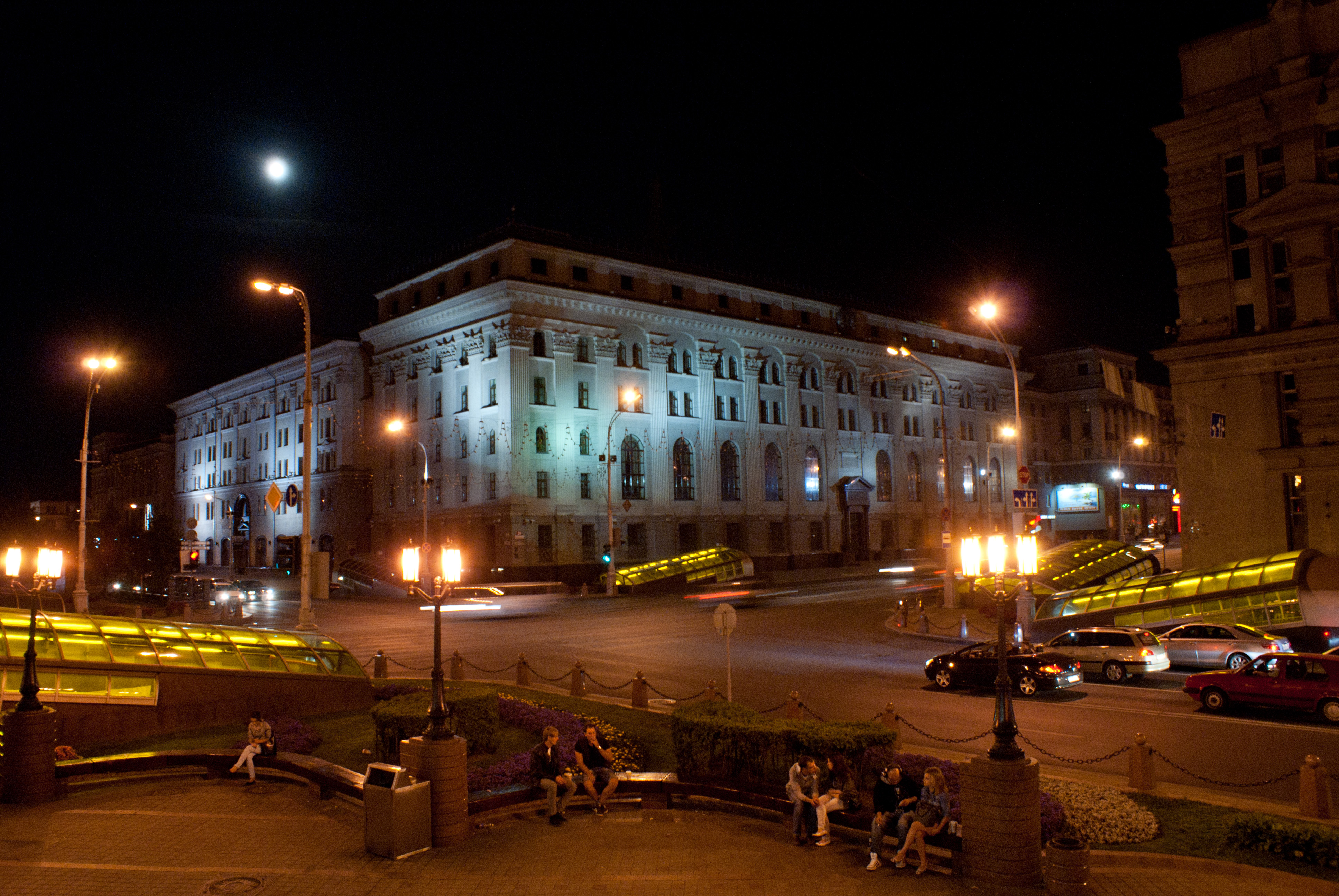
NBRB

## Presidentes del Banco
- Nikolai Omelyanovich (en bielorruso: Mikalai Amelyanovich; 1986, como Belkontora de Gosbank–1991)

- Stanislav Bogdankevich (en bielorruso: Stanislau Bahdankev; 1991–1995)[8]
- Tamara Vinnikova (en bielorruso: Tamara Vinnikava; 1996-1997)

- Gennady Aleynikov (en bielorruso: Hyenadz Aleynikau; 1997-1998)

- Pyotr Prakapovich (en bielorruso: Pyotr Prakapovich; 1998-2011)

- Nadezhda Yermakova (en bielorruso: Nadzeya Yermakova; 2011-2014)

- Pavel Kallaur (bielorruso: Павел Уладзіміравіч Калаур), o Pavel Vladimirovich Kallaur (ruso: Павел Владимирович Каллаур (2014–2025)

- Román Golóvchenko (bielorruso: Раман Аляксандравіч Галоўчанка; desde 2025)